# Протока Рудановского
Протока Рудановского — протока в России на острове Сахалин. Длина протоки — 0,4 км.
За 0,4 км до Татарского пролива Японского моря, реки Айнская, Красногорка (Чиннай) и морской залив Фур, являющийся устьем реки Чёрной, соединяются в селе Красногорск в общей протоке Рудановского, которая впадает в Японское море.
Ширина протоки около 25 — 50 метров. Поскольку начало протоки выше окончания на 0,2 м, приливные и отливные течения в протоке Рудановского достигают скорости 3 узла — при приливе течение обратное от Татарского пролива Японского моря к общему устью рек Красногорки, Аинской и Чёрной.
В протоке находится морской портовый терминал Красногорск.

## История

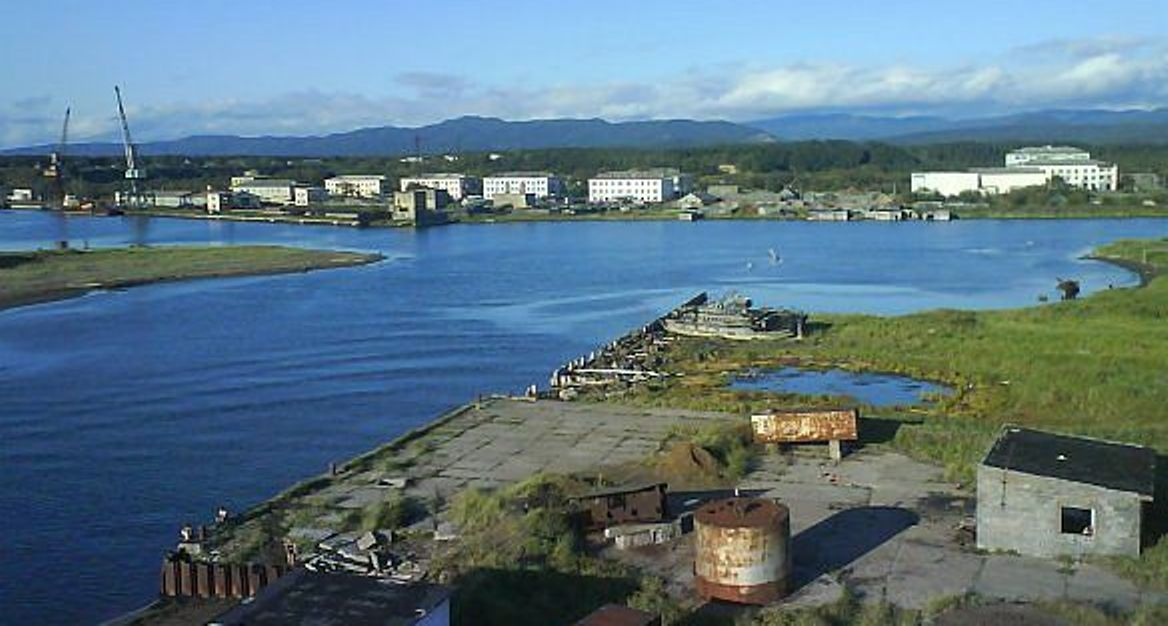
протока Рудановского в Татарском проливе Японского моря (Сахалинская область, Россия). Слева за песчаным мыском — река Айнская, справа в верхнем углу — река Красногорка и морской залив Фур в который впадает река Чёрная

Протока была открыта и описана выдающимся русским мореплавателем контр-адмиралом Н. В. Рудановским в 1854 году, в ходе его исследования Сахалина. По его имени и в его честь получила своё наименование.